# Ulrich Nembach
Ulrich Nembach (* 11. Dezember 1935 in Breslau) ist ein deutscher evangelischer Theologe und emeritierter Professor für Praktische Theologie an der Georg-August-Universität Göttingen.

## Leben
Ulrich Nembach wurde als das ältere der zwei Kinder von Kurt Nembach und seiner Frau Elfriede (geb. Sroka) geboren. Nach durch den Krieg und sein Ende bedingten Irrfahrten gelangte die Familie ins Rheinland. Nembach machte 1956 Abitur am naturwissenschaftlich ausgerichteten Max-Planck-Gymnasium in Düsseldorf und nahm dann das Studium der Theologie und später auch der Rechtswissenschaft auf. 1961 schloss er an der Universität Basel seine Promotion in Theologie ab und absolvierte im selben Jahr das erste Theologische Examen in Düsseldorf. 1964 legte Nembach das erste juristische Staatsexamen in Heidelberg ab. In den Jahren 1965 bis 1971 war Nembach wissenschaftlicher Assistent am Seminar für Praktische Theologie und Religionspädagogik an der Westfälischen Wilhelms-Universität Münster. Innerhalb dieses Zeitraums erfolgten sowohl seine Promotion in Jura (1969), wie seine Habilitation im Fach Praktische Theologie (1970). Im Anschluss an das von Nembach 1971 abgelegte zweite Theologische Examen, folgte im gleichen Jahr die Ordination zum Pfarrer der Evangelischen Kirche von Kurhessen-Waldeck. Bis 1977 war Nembach an der Evangelischen Akademie Hofgeismar als Studienleiter tätig, bevor er für die Dauer von anderthalb Jahren zum Gemeindepfarrer an der Neuwerkkirche in Goslar bestellt wurde. 1978 wurde Ulrich Nembach Professor für Praktische Theologie an der Georg-August-Universität Göttingen. Zu seinen Forschungsschwerpunkten zählen neben Homiletik und Religionspädagogik, Gegenstände des Kirchenrechts und Religionssoziologie, sowie das Verhältnis von Kirche und Medien. Nembach gilt als Vordenker der Internethomiletik, die er praktisch mit der Begründung der Internetplattform Göttinger Predigten im Internet umsetzte. Wiederholt versah Nembach Gastprofessuren an der Comenius-Universität Bratislava.
Ulrich Nembach war verheiratet mit Gertrudis, geb. Legge (1933–2020); die beiden haben zwei Kinder, der Journalist Eberhard Nembach ist sein Sohn.

## Mitgliedschaften und Funktionen
- Mitglied der Finnischen Akademie der Wissenschaften (1997)
- Herausgeber der Göttinger Predigten im Internet
- Herausgeber von Theologie Online
- Geschäftsführender Herausgeber der Informationes Theologiae Europae
- Mitglied der Gesellschaft für wissenschaftliche Theologie
- Mitglied der Societas homiletica
- Mitglied der International Society for the Sociology of Religion
- Mitglied der Jury des Predigtpreises (2001 bis 2002)
- Mitglied des Kuratoriums des Predigtpreises (seit 2009)

## Veröffentlichungen (Auswahl)
- Die Stellung der evangelischen Kirche und ihrer Presse zum ersten vatikanischen Konzil, Zürich 1962.
- Das neutestamentliche Ehescheidungsrecht im Rahmen des jüdischen Rechts, Münster 1969.
- Predigt des Evangeliums. Luther als Prediger, Pädagoge und Rhetor, Neukirchen-Vluyn 1972.
- Kirche in Funk und Fernsehen, Wissenschaft und Praxis in Kirche und Gesellschaft 65, 1976, 372–379.
- Der gepredigte Beitrag zur Jurisprudenz, in: Begründungen des Rechts II. Unter Mitarbeit von Hans-Hartmann von Schlotheim, herausgegeben von Konrad von Bonin, (Göttinger theologische Arbeiten; 13), Göttingen 1979, 102–114.
- Religiöse Orientierung Jugendlicher, zusammen mit Hans-Joachim Griep, in: Jugend und Religion in Europa. Symposion, hrsg. von Ulrich Nembach, (Forschungen zur Praktischen Theologie; 2), Frankfurt am Main 1987, 205–232.
- Radio neu gesehen. Hörfunk als modernes Brauchtum. Ein Beitrag zu einer Theorie des Hörens und Sendens und für eine zukünftige Rundfunkhomiletik, (Forschungen zur Praktischen Theologie; 6), Frankfurt am Main 1989.
- Predigen heute. Ein Handbuch, Stuttgart 1996.
- Der evangelische Bund im schlesischen Kirchenkampf in den Jahren 1934/35, in: Erinnertes Erbe. Beiträge zur Schlesischen Kirchengeschichte; Festschrift für Christian-Erdmann Schott, im Auftrag des Vereins für Schlesische Kirchengeschichte. Hrsg. von Dietrich Meyer, (Studien zur schlesischen und Oberlausitzer Kirchengeschichte; 8), Herrnhut 2002, 289–309.
- Internethomiletik – eine faszinierende neue Disziplin. Am Beispiel der „Göttinger Predigten im Internet“ dargestellt, EvTh 66, 2006, 394–399.